# Recardães
Recardães era una freguesia portuguesa del municipi d'Àgueda, amb una superfície de 7,53 km² i 3.554 habitants (2011). La seva densitat de població era de 472 habitants/km².
Va ser ciutat i capçalera municipal fins a principis del segle xix. Consistia en les parròquies de Recardães, Travassô, Valmaior, Anques i Troviscal. L'any 1801 tenia 2.786 habitants.
Va ser la seu d'una parròquia extinta (agregada), el 2013, en el marc d'una reforma administrativa nacional, havent estat agregada a la parròquia d'Espinhel, per formar una nova parròquia anomenada União das Freguesias de Recardães e Espinhel de la que té la seu.